# Rutilus karamani
Rutilus karamani är en fiskart som beskrevs av Fowler, 1977. Rutilus karamani ingår i släktet Rutilus och familjen karpfiskar. IUCN kategoriserar arten globalt som livskraftig. Inga underarter finns listade i Catalogue of Life.